# Thieffrans
Thieffrans település Franciaországban, Haute-Saône megyében. Lakosainak száma 165 fő (2022. január 1.). Thieffrans Chassey-lès-Montbozon, Montagney-Servigney, Rougemont, Tressandans, Cognières és Dampierre-sur-Linotte községekkel határos.

## Népesség
A település népessége az elmúlt években az alábbi módon változott:
| Lakosok száma | 178  | 175  | 182  | 173  | 170  | 167  | 166  | 166  | 165  |
|               | 2013 | 2015 | 2016 | 2017 | 2018 | 2019 | 2020 | 2021 | 2022 |